# Membranventil
Membranventile stellen eine Möglichkeit dar, Fluide (Gase, Dampf, Flüssigkeiten) zu steuern. Insbesondere hochviskose und/oder hochhaftfähige Medien werden damit zum Beispiel verteilt oder dosiert. Bei anderen Ventilprinzipien wie Sitzventilen würden sich diese Fluide teilweise im Ventilkörper ablagern. Schlimmstenfalls könnte es zu einer Kreuzkontamination kommen. Deshalb werden Ventile auf der Basis des Membranprinzips auch als totraumärmstes Funktionsprinzip bezeichnet. Membranventile mit bestimmten Körperwerkstoffen und -qualitäten sind somit häufig in den Anlagen von Pharmazie und Biotechnologie zu finden, da hier jede Kreuzkontamination verhindert werden soll.
Aber auch andere Prozesse werden vorzugsweise mit Membranventilen realisiert. Da in Lackieranlagen oder Anlagen zur Produktion von Druckerpatronen unterschiedliche Farben zum Einsatz kommen, muss hier zum Beispiel sichergestellt werden, dass die nächste Farbe sich nicht mit der vorigen mischt. Dies ist bei hochhaftfähigen Fluiden dieser Art am besten mit aseptischen Ventilen zu erreichen.
Neben dem Aspekt Totraumärme müssen Membranventile auch entleerungsoptimiert konstruiert und installiert werden, um die rückstandsfreie Entfernung des Mediums zu ermöglichen. Für die optimale Entleerung gibt es verschiedene Erfahrungswerte hinsichtlich der geeigneten Winkel für den Einbau in die Rohrleitung.

## Stegausführung

Schematische Skizze eines Membranventils in Mittelstegausführung

Die Membrane dichtet das Ventil auf dem Dichtsteg ab. Die Membrane wird hierzu mittels Druckstück nur über eine relativ kleine Strecke bewegt. Der Dichtsteg kommt der Membrane entgegen. Zum vollständigen Öffnen des Ventils muss die Membrane nur wenig verformt werden. Das Betriebsmedium berührt lediglich die Membranoberfläche, alle mechanischen Teile liegen außerhalb des medienbenetzten Raumes. Diese Bauart gibt es aus Kunststoff und Metall. Die Durchflussrichtung ist beliebig.
Anwendungsbereiche: Einsatz bei hochreinen (HP- und Sterilanwendung) bis stark verschmutzten flüssigen, gasförmigen sowie neutralen und aggressiven Medien. Die Einsatzgrenzen liegen entsprechend der Ausführung bei 10 bar Betriebsdruck und 150 °C Betriebstemperatur, die Strömungscharakteristik ist günstig. Je nach Bauart lassen sich jedoch auch Betriebsdrücke von bis zu 20 bar realisieren.
Besonderheiten und Vorteile: Alle mechanischen Bauteile liegen außerhalb des medienbenetzten Bereiches. Das Betriebsmedium berührt nur die Innenoberfläche des Ventilkörpers und die Oberfläche der Absperrmembrane. Das Ventil ist mit einer pneumatischen Betätigung auch für erhöhte Schaltwechsel geeignet. Durch entsprechende Einbauwinkel können sich bei geöffnetem Ventil die dahinter liegenden Rohrabschnitte weitestgehend entleeren.
Beispielhafte Einsatzgebiete: Pharmazie, Hygiene- und Steriltechnik, Halbleiter- und Mikrochipherstellung, alle Bereiche der Wasseraufbereitung wie Abwasser-, Schmutzwasser-, Seewasser-, Kühlwasser und Gebrauchs- so wie Reinst- und Pharmawasser, Schlämme, Pulver und Stäube, Zellulose und Papierherstellung/-verarbeitung, Farben- und Lackherstellung/-verarbeitung, Bergwerk- und Montantechnik, Edelstein-, Metall- und Mineralgewinnung/-verarbeitung, Düngemittelherstellung, Gips-, Zement-, Schwefel- und Kalkgewinnung, Soletechnik, Klärwerkstechnik, Granulatherstellung, Maschinen- und Anlagenbau, Automatisierungstechnik, Lebensmittel- und Getränketechnik.

## Tiefsitzausführung
Diese Ventile verfügen hingegen über keinen Dichtsteg, so, dass es sich hier nicht um Membranventile im Sinne der Normung handelt. Sie werden jedoch nach wie vor aufgrund ihrer Robustheit gerne eingesetzt. Beispielhafte Einsatzgebiete: Stark verschmutzte Abwässer, Zellulose und Papierherstellung/-verarbeitung, Bergwerk- und Montantechnik, Edelstein-, Metall- und Mineralgewinnung/-verarbeitung, Düngemittelherstellung, Gips-, Zement-, Schwefel- und Kalkgewinnung/-verarbeitung, Klärwerkstechnik und Granulatherstellung.

## Normen
Nahezu alle europäischen Hersteller und Händler von Ventilen orientieren sich an bzw. erfüllen mit ihren Stegsitzmembranventilen die gültigen Normen. Für Membranarmaturen aus Metall ist dies zum Beispiel die DIN-Norm EN 13397.